# Кузнецов Олексій Олександрович
Олексі́й Олекса́ндрович Кузнецо́в (20 лютого 1905, місто Боровичі Новгородської губернії, тепер Новгородської області, Російська Федерація — 1 жовтня 1950, розстріляний у місті Ленінграді) — радянський партійний діяч, секретар ЦК ВКП(б). Депутат Верховної Ради СРСР 1—2-го скликань. Депутат Верховної Ради УРСР 2-го скликання. Член ЦК ВКП(б) в 1939—1949 р. Член Організаційного бюро ЦК ВКП(б) в 1946—1949 р.

## Біографія
Народився в родині сортувальника лісопильних заводів. У 1918 році закінчив чотирикласну церковноприходську школу, а у 1922 році — вище початкове училище у Боровичах. Трудову діяльність розпочав у травні 1922 році робітником (бракером-сортувальником) лісопильного заводу «Пролетарій» № 15 у Боровичах. У 1923 році вступив до комсомолу.
У вересні 1924 — березні 1925 року — відповідальний секретар Орєховського волосного комітету комсомолу (РКСМ) Боровицького повіту Новгородської губернії. У березні — жовтні 1925 року — інструктор, завідувач організаційного відділу, секретар Боровицького повітового комітету ВЛКСМ Новгородської губернії.
Член ВКП(б) з вересня 1925 року.
У листопаді 1925 — вересні 1927 року — секретар Маловішерського повітового комітету ВЛКСМ Новгородської губернії. У вересні 1927 — серпні 1928 року — завідувач виробничо-економічного відділу Новгородського окружного комітету ВЛКСМ. У серпні 1928 — травні 1929 року — секретар Чудовського районного комітету ВЛКСМ Новгородського округу.
У травні 1929 — червні 1930 року — секретар Лузького окружного комітету ВЛКСМ Ленінградської області. У червні 1930 — лютому 1931 року — заступник завідувача організаційного відділу Ленінградського обласного комітету ВЛКСМ. У лютому 1931 — липні 1932 року — завідувач масово-виробничого відділу Ленінградського міського комітету ВЛКСМ.
У липні 1932 — січні 1934 року — інструктор Ленінградського міського комітету ВКП(б). У січні 1934 — квітні 1936 року — заступник секретаря, 2-й секретар Смольнинського районного комітету ВКП(б) міста Ленінграда.
У квітні 1936 — червні 1937 року — 1-й секретар Дзержинського районного комітету ВКП(б) міста Ленінграда.
У червні — вересні 1937 р. — завідувач організаційно-партійного відділу Ленінградського обласного і міського комітетів ВКП(б).
У вересні 1937 — 19 лютого 1938 року — 2-й секретар Ленінградського обласного комітету ВКП(б).
19 лютого 1938 — 17 січня 1945 року — 2-й секретар Ленінградського міського комітету ВКП(б).
Під час німецько-радянської війни був членом Військових рад Балтійського флоту, Північного та Ленінградського фронтів, 2-ї ударної армії Волховського фронту.
17 січня 1945 — 26 березня 1946 року — 1-й секретар Ленінградського обласного і міського комітетів ВКП(б).
18 березня 1946 — 28 січня 1949 року — секретар ЦК ВКП(б). Одночасно 13 квітня 1946 — 10 липня 1948 року — начальник Управління кадрів ЦК ВКП(б). З 17 вересня 1947 по 28 січня 1949 року — член Постійної комісії із зовнішніх справ при Політичному бюро ЦК ВКП(б).
28 січня — 28 березня 1949 року — секретар Далекосхідного бюро ЦК ВКП(б). З березня 1949 року — слухач Вищих курсів при Військово-політичній академії імені Леніна у Московській області.
Заарештований 13 серпня 1949 року. Воєнною колегією Верховного суду СРСР 30 вересня 1950 року засуджений до розстрілу, розстріляний 1 жовтня цього ж року. Реабілітований Воєнною колегією Верховного суду СРСР 30 квітня 1954 року.

## Звання
- дивізійний комісар
- генерал-майор (6.12.1942)
- генерал-лейтенант (24.08.1943)

## Нагороди
- два ордени Леніна
- орден Червоного Прапора
- орден Кутузова І ст.
- орден Кутузова ІІ ст.
- орден Вітчизняної війни І ст.
- медалі